# 지아나 하블뤼첼뷔어키
지아나 하블뤼첼뷔어키(독일어: Gianna Hablützel-Bürki, 1969년 12월 22일~)는 스위스의 펜싱 선수, 지도자, 정치인으로 주 종목은 에페이다. 2000년 하계 올림픽에서 개인전과 단체전 은메달을 획득했다. 은퇴 후에는 펜싱 지도자로 활동했고, 스위스 인민당에 입당하여 정계에서도 활동했다.
결혼 전 이름은 지아나 뷔어키(독일어: Gianna Bürki)이다.

## 개인사
1997년 크리스토프 하블뤼첼(독일어: Christoph Hablützel)과 결혼했으며, 1998년에 딸 데미(독일어: Demi)를 낳았다.